# أنيا برينكر
أنغا برينكر (بالألمانية: Anja Brinker)‏ هي لاعبة جمباز فني ألمانية، ولدت في 18 يناير 1991 في ميله في ألمانيا.

## وصلات خارجية
- أنغا برينكر على موقع الاتحاد الدولي للجمباز (licence) (الإنجليزية)
- أنغا برينكر على موقع الاتحاد الدولي للجمباز (biography) (الإنجليزية)
- أنغا برينكر على موقع اللجنة الأولمبية الدولية (الإنجليزية)
- أنغا برينكر على موقع أوليمبيديا (الإنجليزية)